# Rhantus ovalis
Rhantus ovalis är en skalbaggsart som beskrevs av Gschwendtner 1936. Rhantus ovalis ingår i släktet Rhantus och familjen dykare. Inga underarter finns listade i Catalogue of Life.